# Кэмпбелл, Дэвид (футболист)
Дэвид Кэмпбелл (англ. David Campbell; 2 июня 1965, Эглинтон, Лондондерри) — североирландский футбольный полузащитник, выступал в составе сборной Северной Ирландии на чемпионате мира 1986 года.

## Карьера

### В клубах
Дэвид — воспитанник североирландского клуба «Оксфорд Юнайтед Старс», с 1981 года находился в системе английского клуба «Ноттингем Форест». Пробиться в основной состав «лесников» ему было нелегко, так как в средней линии с ним конкурировали молодые талантливые англичане Нил Уэбб и Стив Ходж. Первый матч в большом футболе он провёл в сезоне 1984/85, когда 30 марта 1985 года заменил Пола Харта по ходу домашнего матча чемпионата с «Вест Хэмом». Остальные свои матчи за эту команду Дэвид провёл уже в трёх следующих сезонах, причём вторую половину сезона 1986/87 он провёл в аренде в клубе Третьего дивизиона «Ноттс Каунти».
В октябре 1987 года за £75 000 Кэмпбелл был куплен другим клубом элитного дивизиона Англии «Чарльтон Атлетик». В марте 1989 года он был отдан в аренду в клуб Второго дивизиона «Плимут Аргайл», где провёл только дин матч, после чего в том же месяце был приобретён за £75 000 другим клубом дивизиона — «Брэдфорд Сити».
С сезона 1990/91 начал выступать в чемпионате Ирландии: в декабре 1990 года на правах аренды провёл 5 игр за «Дерри Сити», а с января 1991 года перешёл в «Шемрок Роверс». В «Роверс» Кэмпбелл провёл два неполных сезона: в январе 1992 года он был он отдан в аренду североирландскому «Клифтонвиллу».
Сезон 1992/93 начался для Дэвида в ноябре, когда он присоединился к клубу Второго дивизиона Англии «Ротерем Юнайтед», где лишь однажды вышел на замену в матче лиги. В том сезоне он побывал ещё в двух клубах Второго дивизиона: «Вест Бромвич Альбион», где не сыграл ни минуты, и «Бернли», где после восьми матчей в чемпионате получил травму и выбыл до 1994 года, когда в феврале сыграл четыре игры и забил один гол в Третьем дивизионе, будучи арендованным клубом «Линкольн Сити». С марта 1994 года и до конца сезона пребывал в аренде в североирландском «Портадауне», с которым стал вторым в чемпионате.
Перед стартом сезона 1994/95 без заключения контракта присоединился к «Уиган Атлетик», выступавший в Третьем дивизионе. После 11 игр за клуб в чемпионате и Кубке лиги, в октябре 1994 года Кэмпбелл был отчислен из команды. В январе 1995 года заключил контракт до конца сезона с «Кембридж Юнайтед» из Второго дивизиона. Дебютный матч Дэвида за новую команду против «Брентфорда» вышел неудачным для него: «Кембридж» проиграл со счётом 0:6, а сам Кэмпбелл сломал ногу, на чём его профессиональная карьера закончилась.
В дальнейшем Кэмпбелл выступал за полупрофессиональные клубы «Тамуэрт», «Саттон Колдфилд Таун» и «Пэджет Рейнджерс» в Южной футбольной лиге Англии.

### В сборных
Кэмпбелл имеет опыт выступления в юношеской сборной Северной Ирландии. В преддверии чемпионата мира 1986 года главный тренер сборной Северной Ирландии Билли Бингхэм пригласил Дэвида в команду. 23 апреля 1986 года Кэмпбелл дебютировал в товарищеской встрече против Марокко (2:1), заменив во втором тайме Иана Стюарта, а следующий раз вышел на поле в составе сборной уже в третьей игре группового этапа чемпионата мира против Бразилии (0:3), где был заменён во втором тайме.
В дальнейшем провёл ещё шесть игр за сборную в рамках отборочного турнира к Евро-88, но после двух товарищеских игр в начале 1988 года в главную команду страны больше не вызывался.
В 1991 году сыграл один матч за сборную чемпионата Ирландии против сборной чемпионата Северной Ирландии.

## Матчи Кэмпбелла за сборную
| Матчи Кэмпбелла за сборную Северной Ирландии | Матчи Кэмпбелла за сборную Северной Ирландии | Матчи Кэмпбелла за сборную Северной Ирландии | Матчи Кэмпбелла за сборную Северной Ирландии | Матчи Кэмпбелла за сборную Северной Ирландии | Матчи Кэмпбелла за сборную Северной Ирландии | Матчи Кэмпбелла за сборную Северной Ирландии |
| -------------------------------------------- | -------------------------------------------- | -------------------------------------------- | -------------------------------------------- | -------------------------------------------- | -------------------------------------------- | -------------------------------------------- |
| №                                            | Дата                                         | Оппонент                                     | Счёт                                         | Голы Кэмпбелла                               | Соревнование                                 |                                              |
| 1                                            | 23 апреля 1986                               | Марокко                                      | 2:1                                          | —                                            | Товарищеский матч                            |                                              |
| 2                                            | 12 июня 1986                                 | Бразилия                                     | 0:3                                          | —                                            | Финальные матчи ЧМ-1986                      |                                              |
| 3                                            | 15 октября 1986                              | Англия                                       | 0:3                                          | —                                            | Отборочные матчи ЧЕ-1988                     |                                              |
| 4                                            | 12 ноября 1986                               | Турция                                       | 0:0                                          | —                                            | Отборочные матчи ЧЕ-1988                     |                                              |
| 5                                            | 1 апреля 1987                                | Англия                                       | 0:2                                          | —                                            | Отборочные матчи ЧЕ-1988                     |                                              |
| 6                                            | 29 апреля 1987                               | Югославия                                    | 1:2                                          | —                                            | Отборочные матчи ЧЕ-1988                     |                                              |
| 7                                            | 14 октября 1987                              | Югославия                                    | 0:3                                          | —                                            | Отборочные матчи ЧЕ-1988                     |                                              |
| 8                                            | 11 ноября 1987                               | Турция                                       | 1:0                                          | —                                            | Отборочные матчи ЧЕ-1988                     |                                              |
| 9                                            | 17 февраля 1988                              | Греция                                       | 2:3                                          | —                                            | Товарищеский матч                            |                                              |
| 10                                           | 23 марта 1988                                | Польша                                       | 1:1                                          | —                                            | Товарищеский матч                            |                                              |

Итого: 10 матчей / 0 забитых голов; 2 победы, 2 ничьих, 6 поражений.

## Достижения

### Командные
Как игрока национальных сборных Северной Ирландии:
- Чемпионат мира:
  - Участник: 1986

Как игрока «Портадауна»:
- Чемпионат Северной Ирландии:
  - Второе место: 1993/94